# آسپو
آسپو (به لاتین: Aspö) یک جزیره در فنلاند است که در Korpo واقع شده‌است.